# Grammaire du somali
 (juillet 2018).
Si vous disposez d'ouvrages ou d'articles de référence ou si vous connaissez des sites web de qualité traitant du thème abordé ici, merci de compléter l'article en donnant les références utiles à sa vérifiabilité et en les liant à la section « Notes et références ».
Le somali est une langue agglutinante qui se sert d'un grand nombre d'affixes et de particules pour déterminer et altérer les sens des mots. 

## Morphologie
Comme dans d'autres langues afro-asiatiques, les noms du somali changent de forme selon le genre, le nombre et le cas.
Les affixes se changent selon certaines règles. L'article défini s'agit d'un suffixe, dont la forme de base est -ki ou -ka pour les noms masculins et -ti ou ta pour les noms féminins. La voyelle du suffixe est déterminée par le cas du nom. Les articles ne changent pas de forme selon le nombre.

### Les noms

#### Absolutif
La forme de base d'un nom en somali est l'absolutif. Dans ce cas, l'article garde la voyelle -a.
| Somalie  | Français   |
| -------- | ---------- |
| buug     | (un) livre |
| buug-ga  | le livre   |
| gacan    | (une) main |
| gacan-ta | la main    |

#### Nominatif
Le sujet d'une phrase prend la forme dite nominative. Dans ce cas, l'article se termine en -u. Si le sujet de la phrase est composé de plusieurs noms, seul le dernier de ces noms reçoit la terminaison nominative.
Si le nom n'est pas muni d'un article, un changement de ton sert à indiquer le cas nominatif, changement non représenté dans l'orthographe. Une partie des noms féminins se terminent en -i dans le cas nominatif sans article.

#### Génitif
Généralement, le cas génitif est indiqué avec un changement de ton. Une partie des noms féminins prennent une terminaison (-eed, -aad, ou -od) selon la dernière consonne du radicale. 

#### Vocatif
Le cas vocatif s'indique soit par un changement de ton, soit par les suffixes -ow (m. sg.), -ohow (m. pl.), -eey/-aay/-ooy (f. sg.) ou -yahay (f. pl.).

### Verbes
Les verbes du somali sont composés d'un racine auquel s'ajoutent des suffixes. Les verbes à l'indicatif possèdent quatre temps : le présent, le présent continu, le passé et le passé continu. En plus, il existe un mode subjonctif au temps présent et au temps futur. Le verbes du somali se conjuguent principalement avec des suffixes. Cependant, un très petit nombre de verbes se conjuguent avec des préfixes.

#### Infinitifs et noms verbaux
Les infinitifs se forment en rajoutant le suffixe -i ou -n (selon la classe du verbe). L'infinitif ne s'emploie au temps présent qu'avec le verbe karid (pouvoir). Les noms verbaux se forment à l'aide des terminaisons -id, -n et -sho. Ces noms s'emploient et se déclinent de la même façon des autres noms.